# Cerapachys adamus
Cerapachys adamus é uma espécie de formiga do gênero Cerapachys.